# اس‌تی‌اس-۴۰۰
اس‌تی‌اس-۴۰۰ (انگلیسی: STS-400) یکی از ماموریت‌های رزرو شاتل اندور بود که قرار بود در صورت نیاز به نجات خدمه طی مأموریت اس‌تی‌اس-۱۲۵ به شاتل آتلانتیس ملحق شود. مأموریت اس‌تی‌اس-۱۲۵ آخرین مأموریت شاتل فضایی جهت تعمیر و نگهداری تلسکوپ فضایی هابل بود.